# Henning Lohner
Henning Lohner (Brema, 17 luglio 1961) è un regista e compositore tedesco, la cui attività artistica ricopre diversi settori nel mondo dell'audiovisivo.
Membro del Remote Control Productions, gruppo di compositori hollywoodiani fondato da Hans Zimmer, Henning Lohner è principalmente noto come compositore di colonne sonore e come regista del progetto di arte video “raw material”.

## Vita
Figlio di emigrati tedeschi, Henning Lohner cresce vicino a Palo Alto, in California, dove il padre, Pr. Dr. Edgar Lohner, insegna Letteratura Comparata alla Stanford University, e la madre, Dr. Marlene Lohner, né Clewing, insegna Letteratura Tedesca. Lohner ha un fratello, Peter, avvocato e scrittore/produttore di film.
Lohner torna in Germania e, nel 1987, si laurea in Musicologia, Storia dell'Arte e Lingue Romanze all'università di Francoforte. Nel 1982, frequenta per un anno il "Berklee Jazz College" di Boston, studiando Improvvisazione Jazz con Gary Burton e Composizione per Musica da Film con Jerry Goldsmith  e David Raksin. Grazie ad una borsa di studio del “Centre Acanthes”, nel 1985 inizia a studiare composizione musicale con il compositore greco Iannis Xenakis, che Lohner considererà come il suo mentore per tutta la vita.
Parallelamente agli studi accademici, nel 1984 Lohner diventa assistente del compositore tedesco Karlheinz Stockhausen. Lavorerà tra l'altro alla Scala di Milano su "Licht”, opera di Stockhausen, che lo introduce ai visual media.
Qualche anno dopo, su raccomandazione dello stesso Stockhausen, Lohner si reca a Parigi per diventare consulente musicale e assistente regista di Louis Malle  nel film "Milou a maggio" (1989-90, con Michel Piccoli). Seguono partecipazioni come tirocinante all'oratorio multimediale di Steve Reich"The Cave" (1990) e al progetto teatrale Goethe "Faust I + II" (1990-1992) di Giorgio Strehler.
Il grande impegno di Lohner nella musica e nel teatro contemporanei e nei film d'avanguardia attirano su di lui l'attenzione di Frank Zappa, che lo invita a lavorare con sé in California. Lohner collaborera occasionalmente con Zappa fino alla morte di quest'ultimo nel 1993, inizializzando e co-producendo l'ultimo concerto di Zappa, The Yellow Shark, l'album dallo stesso nome, e l'album "Civilization, Phase III". Entrambi gli album risultano dalle collaborazioni con Ensemble Modern, un gruppo di musica contemporanea di Francoforte.
Dal 1995 al 1997, vari importanti musei europei ospitano le installazioni video "raw material", imponendo Lohner come un artista multimediale. Continua pero ad impegnarsi nella composizione e, con l'aiuto di Hans Zimmer, inizia a comporre musica per film, diventando membro del Remote Control Productions nel 1996. Da allora, Lohner si dedicherà equamente ad entrambe le arti.
Lohner vive e lavora a Los Angeles e Berlino. È Professore Ospite alla rinomata Accademia di Musica e Teatro di Zurigo, ora ZHDK (Accademia delle Arti).

## Media Art
Nel 1989, Frank Zappa presenta a Lohner il cameraman Van Theodore Carlson per realizzare "Peefeeyatko”, un film artistico-biografico sulla vita e l'opera di Zappa, dando vita ad una lunga collaborazione artistic tra i due. Il film contiene infatti i primi esempi pubblicati del loro materiale video.
L'attività artistica di entrambi è enormemente influenzata dal compositore, artista e filosofo John Cage, con il quale lavorano nei primi anni 90. one 11 and 103, l'ultima opera di Cage, in collaborazione con Lohner (regista) e Carlson (cameraman),viene definita "un film senza soggetto" da Cage : movimenti di luce in una stanza vuota, in bianco e nero, per una durata di 90 minuti. Il film viene completato qualche giorno prima della morte di John Cage, nell'agosto del 1992.
In omaggio a John Cage, Lohner e Carlson realizzano in seguito "The Revenge of the Dead Indians", un film sceneggiato e montato seguendo il sistema di composizione di Cage. Cominciato nel 1990 insieme a John Cage, il film viene terminato dopo la sua morte, nel 1993.
L'installazione audiovisiva "raw material" vol 1-11 (1995) di Lohner e Carlson viene esibita in Europa, in eventi importanti come il Gemeente Museum a l'Aia, il Sonic Arts Festival di Roma, il Video Art Festival di Berlino.
Dal "raw material" raccolto per più di vent'anni lavorando per film e televisione, Lohner ricava un catalogo di singole immagini, chiamate semplicemente "Moving Pictures". Queste immagini vengono riprodotte di continuo in una cornice digitale, da appendere al muro, come un quadro. Estraendo l'immagine dal contesto narrativo dei film, le "Moving Pictures" di Lohner e Carlson permettono di visualizzare le immagini video in modo diverso, dando loro un'autonomia propria, trasformando l'immagine stessa in una vera e propria opera d'arte.
Le "Moving Pictures" vengono presentate per la prima volta nella prestigiosa galleria Springer & Winckler a Berlino, nel 2006. Da allora, le opere di Lohner sono state esibite nel mondo intero, dal Centre Pompidou di Parigi al Museo Guggenheim di New York, passando per il San Francisco Museum of Modern Art, il Gulbenkian Museum di Lisbona, la Galleria Traghetto a Venezia e a Roma, senza dimenticare la National Art Gallery of Malaysia a Kuala Lumpur, la Mira Art Collection di Tokyo, la Kunsthalle a Emden, e tante altre...

## Colonne Sonore
Nel 1996, Lohner si trasferisce a Los Angeles per lavorare come compositore di colonne sonore negli studi Media Ventures (ora Remote Control), fondati dal vincitore di premi oscar Hans Zimmer. La carriera di Lohner come compositore di colonne sonore inizia come apprendista di Hans Zimmer, lavorando con lui su film quali Nome in codice: Broken Arrow, Il Gladiatore, La sottile linea rossa, e arrivando progressivamente a comporre le musiche addizionali di film come Spanglish  e The Ring, culminando nella collaborazione dei due compositori tedeschi su film come La stella di Laura, film d'animazione tedesco, o The Ring 2, per il quale Lohner riceve 2 BMI Music Awards.
Ad oggi, Lohner ha composto più di 50 colonne sonore. 
Pur essendo uno dei pochi compositori tedeschi di Hollywood, Lohner lavora regolarmente in Germania, su film come "Der Grosse Bagarozy" ("The Devil & Mrs. D", 1999, diretto da Bernd Eichinger), "Starcatcher" (2000, diretto da Nico Caro, per la World Expo 2000), "Lauras Stern" (2004), "Little Dodo" (2007) e "Bloch" (2010, diretto da Jan Schuette).
Le musiche di Henning Lohner ricoprono vari generi, da film per bambini (la serie "Laura's Star"), a commedie romantiche ("Marcello, Marcello"), drammi ("Love comes Lately), commedie ("Incident at Loch Ness" di Werner Herzog), e film horror ("Hellraiser: Deader", "Mimic Sentinel", "Timber Falls", ecc).
La nuova colonna sonora composta da Lohner per il classico film muto Orlacs Hände è stata eseguita alla Ghent Opera House, in Belgio, durante l'International Film Festival, nel 2001, proponendo un nuovo approccio alla fusione tra musica da concerto e film.

## Regia
Introdotto da Stockhausen alla televisione pubblica tedesca, nel 1988 Lohner comincia a produrre e realizzare documentari culturali, principalmente ritratti di artisti influenti e scienziati, come per esempio il regista Abel Ferrara, gli scienziati Edward Lorenz e Murray Gell-Mann, il filosofo Noam Chomsky, i pittori Ellsworth Kelly e Gerhard Richter, lo stilista Karl Lagerfeld.
Ad oggi, Lohner ha diretto oltre 100 cortometraggi e più di 40 documentari.
Nel 1993 è stato selezionato per rappresentare la Germania all‘“Input“ International Television Conference.
Oltre che per “The Revenge of the Dead Indians” e one 11 and 103, Lohner è noto soprattutto per film come “The Alphabet of Shapes” (1994, su Benoit Mandelbrot e la Geometria Frattale), “Les Prairies de la Mer” (1995, su Jacques Cousteau e Louis Malle), “Create or Die” (2003, sull'attore, regista e artista Dennis Hopper), e “Ninth November Night” (2004, sull'installazione del pittore Gottfried Helnwein in commemorazione del Reichskristallnacht, riconosciuto dall'Academy of Motion Picture Arts and Sciences nel 2005).

## Premi e riconoscimenti
- 2006 BMI Film Music Award per The Ring 2
- 2006 BMI London Film Music Award per The Ring 2
- 2005 Academy Award Shortlist, categoria: Miglior documentario corto per Ninth November Night [21]
- 1994 Silver Apple Award al National Educational Film Festival of the USA per one 11 and 103
- 1991 Nomination & Runner-Up al primo International Music Film Awards, Cannes, Francia

## Filmografia parziale
| 1994 - The Alphabet of Shapes 1995 - Dennis Hopper: L.A. Blues 1998 - Der Eisbär (insieme a Klaus Badelt) - Le mani dell'altro (Orlacs Hände) (nuove musiche composte per il film muto del 1925) 1999 - Der grosse Bagarozy (insieme a Stephan Zacharias) 2000 - Sternenfänger - ”Fear” 2002 - Faust e Mephisto (666 – Traue keinem, mit dem du schläfst!) - The Ring (musiche addizionali per Hans Zimmer) 2003 - Ancient Warriors - Barstow - Dennis Hopper: Create or Die - Der Weg nach Murnau - Fahrerﬂucht - God Is No Soprano - Mimic 3: Sentinel 2004 - Incident at Loch Ness - La Torcedura - La Stella di Laura (insieme a Hans Zimmer e Nick Glennie-Smith) - Ninth November Night - No More Souls: One Last Slice of Sensation - Sterne leuchten auch am Tag - Spanglish (musiche addizionali per Hans Zimmer) - Suiyô puremia: sekai saikyô J horâ SP - Nihon no kowai yoru 2005 - BloodRayne - Inside the Kremlin - Hellraiser: Deader - Kein Himmel über Afrika - Prinz und Paparazzi - Santa's Slay - The Ring Two 2006 - Apocalypse - L'apocalisse - Tempesta di fuoco (“Firestorm : Last Stand at Yellowstone”) - Lauras Weihnachtsstern 2007 - Fetch - Kleiner Dodo (serie TV) - Love Comes Lately - In the Name of the King: A Dungeon Siege Tale - Timber Falls 2008 - Be Like Others - Kleiner Dodo - Marcello Marcello - Shuttle - Lauras Stern und der geheimnisvolle Drache Nian (insieme a Guy Cuyverts) - Night Train - Saiba from Bhopal - L'incredibile viaggio della tartaruga ("Turtle : The Incredible Journey”) 2010 - Bloch - Bhopali - Lauras Stern und die Traummonster - Detour | 1988 - Stockhausen: Lichtwerke 1990 - Stockhausen: Michaels Reise 1991 - Karl Lagerfeld und die Musik 1992 - 22708 Types - Dennis Hopper as Collector and Artist - Dixieland Jazzfestival Enkhuizen 1993 - United Jazz & Rock Ensemble in Concert 1994 - Gerhard Richter: 30 Years of Painting - The Alphabet of Shapes 1995 - Dennis Hopper: L.A. Blues - Les Prairies de la Mer (con Jacques Cousteau e Louis Malle) 1996 - The Modern String Quartet 1997 - Hollywood Halloween 1998 - Musik im Spiegel der Gefühle 2000 - German Hollywood Dreams 2003 - Dennis Hopper: Create or Die 2004 - Ninth November Night 1991 - Peefeeyatko (con Frank Zappa) 1992 - one 11 and 103 (realizzato insieme a John Cage) 1993 - The Revenge of the Dead Indians (con Heiner Müller, Yoko Ono, Rutger Hauer, Marvin Minsky, Edward Lorenz, Ellsworth Kelly) 1994 - The Black Box of Culture (con Brian Eno) 1995-1996 - Lohner&Carlson's „raw material, vol. 1 - 11“ (installazione audiovisiva per 11 paia di monitor audio e video) 1996 - In a Metal Mood ( starring Pat Boone, con: Deep Purple, Iron Maiden, Judas Priest, Metallica, Motörhead, Ozzy Osbourne, Sepultura, Venom) 1990-dato - Lohner&Carlson's „raw material: moving pictures“ (installazione video per tele digitali) |